# Élections législatives de 2024 à La Réunion
Les élections législatives de 2024 à La Réunion se déroulent les 30 juin et 7 juillet 2024. Dans le département, sept députés sont à élire dans le cadre de sept circonscriptions, à la suite de la dissolution de l'Assemblée nationale par Emmanuel Macron.
Le choix de cette dissolution est pris après la défaite de la liste Renaissance aux élections européennes qui ont lieu le 9 juin 2024.

## Contexte

### Au niveau national
| Circonscription | RN      | ENS     | PS - PP | LFI     | LR     |
| --------------- | ------- | ------- | ------- | ------- | ------ |
| Circonscription |         |         |         |         |        |
| 1re             | 25,49 % | 9,74 %  | 19,88 % | 19,01 % | 4,58 % |
| 2e              | 28,39 % | 9,44 %  | 8,58 %  | 25,33 % | 4,10 % |
| 3e              | 39,36 % | 7,72 %  | 6,16 %  | 16,47 % | 5,66 % |
| 4e              | 30,86 % | 7,17 %  | 7,32 %  | 24,77 % | 7,09 % |
| 5e              | 39,38 % | 12,08 % | 5,63 %  | 17,93 % | 3,93 % |
| 6e              | 32,16 % | 7,93 %  | 12,03 % | 6,99 %  | 3,85 % |
| 7e              | 28,94 % | 9,55 %  | 10,79 % | 19,66 % | 4,91 % |

### Campagne locale
Contrairement à 2022, les partis de gauche n’arrivent pas à se réunir dans une alliance sous la bannière « Rassemblement Réunionnais », pour proposer des candidats uniques dans chaque circonscription. Ils tombent d’accord pour investir au nom du Nouveau Front populaire trois députés sortants (Philippe Naillet, Karine Lebon et Perceval Gaillard). Ailleurs, aucun accord n'est trouvé entre la Plateforme réunionnaise (portée notamment par le Parti socialiste d'Ericka Bareigts) et l'alliance autour de Pour la Réunion d'Huguette Bello, notamment en raison de la volonté de certains députés sortants de se présenter aux élections municipales de 2026. Au final, la Plateforme réunionnaise présente des candidats contre les députés sortants dans deux circonscriptions et soutient les candidatures défendues par Pour la Réunion dans les deux dernières,.
Fort de son succès aux Européennes, le Rassemblement national présente des candidats dans chaque circonscription, avec l’objectif d’obtenir des députés après avoir réussi à augmenter son ancrage local, en voyant entrer dans ses rangs des figures de la politique réunionnaise venues de la droite.
Les Républicains ne présentent des candidats que dans deux circonscriptions, le parti est affaibli dans l’île en raison notamment de querelles anciennes entre les figures locales de la droite et le départ de certains vers d’autres partis.
Une seule candidate obtient l’investiture de la majorité présidentielle, mais celle-ci est contestée par les élus réunionnais proches de Renaissance, cela démontre la difficulté pour le parti présidentiel de s’ancrer localement.

## Système électoral
Les élections législatives ont lieu au scrutin uninominal majoritaire à deux tours dans des circonscriptions uninominales.
Est élu au premier tour le candidat qui réunit la majorité absolue des suffrages exprimés et un nombre de voix au moins égal au quart des électeurs inscrits dans la circonscription, soit 25 %. Si aucun des candidats ne satisfait ces conditions, un second tour est organisé entre les candidats ayant réuni un nombre de voix au moins égal à un huitième des inscrits, soit 12,5 %. Les deux candidats arrivés en tête du 1er tour se maintiennent néanmoins par défaut si un seul ou aucun d'entre eux n'a atteint ce seuil. Au second tour, le candidat arrivé en tête est déclaré élu,.
Le seuil de qualification basé sur un pourcentage du total des inscrits et non des suffrages exprimés rend plus difficile l'accès au second tour lorsque l'abstention est élevée. Le système permet en revanche l'accès au second tour de plus de deux candidats si plusieurs d'entre eux franchissent le seuil de 12,5 % des inscrits. Les candidats en lice au second tour peuvent ainsi être trois, un cas de figure appelé « triangulaire ». Les second tours où s'affrontent quatre candidats, appelés « quadrangulaire » sont également possibles, mais beaucoup plus rares,.

### Partis et nuances
Les résultats des élections sont publiés en France par le ministère de l'Intérieur, qui classe les partis en leur attribuant des nuances politiques. Ces dernières sont décidées par les préfets, qui les attribuent indifféremment de l'étiquette politique déclarée par les candidats, qui peut être celle d'un parti ou une candidature sans étiquette.
Seuls le Parti communiste français (COM), La France insoumise (FI), le Parti socialiste (SOC), le Parti radical de gauche (RDG), Les Écologistes (VEC), Renaissance (RE), le Mouvement démocrate (MDM), Horizons (HOR), l'Union des démocrates et indépendants (UDI), Les Républicains (LR), le Rassemblement national (RN) et Reconquête (REC) se voient attribuer en 2024 des nuances propres. Les coalitions Ensemble et Nouveau front populaire, ainsi que les candidats de l'alliance LR-Ciotti-RN, en bénéficient également indirectement, les nuances Ensemble ! (Majorité présidentielle) (ENS), Union de la gauche (UG) et Union de l'extrême-droite (UXD) étant attribuables aux candidats bénéficiant respectivement du soutien de deux partis du centre, de deux partis de gauche ou de deux partis d'extrême-droite,.
Tous les autres partis se voient attribuer l'une ou l'autre des nuances suivantes : EXG (extrême gauche), DVG (divers gauche), ECO (écologiste), REG (régionaliste), DVC (divers centre), DVD (divers droite), DSV (droite souverainiste) et EXD (extrême droite). Des partis comme Debout la France ou Lutte ouvrière ne disposent ainsi pas de nuances propres, et leurs résultats nationaux ne sont pas publiés séparément par le ministère, car mélangés avec d'autres partis (respectivement dans les nuances DSV et EXG).

## Résultats

### Élus
| Circonscription | Député sortant      | Parti | Parti       | Groupe    | Député élu ou réélu | Parti | Parti       | Groupe  |
| --------------- | ------------------- | ----- | ----------- | --------- | ------------------- | ----- | ----------- | ------- |
| 1re             | Philippe Naillet    |       | PS          | app. SOC  | Philippe Naillet    |       | PS          | SOC     |
| 2e              | Karine Lebon        |       | PLR         | GDR-NUPES | Karine Lebon        |       | PLR         | GDR     |
| 3e              | Nathalie Bassire    |       | REULI       | LIOT      | Joseph Rivière      |       | RN          | RN      |
| 4e              | Émeline K/Bidi      |       | P974        | GDR-NUPES | Émeline K/Bidi      |       | P974        | GDR     |
| 5e              | Jean-Hugues Ratenon |       | RE974 - LFI | LFI-NUPES | Jean-Hugues Ratenon |       | RE974 - LFI | LFI-NFP |
| 6e              | Frédéric Maillot    |       | PLR         | GDR-NUPES | Frédéric Maillot    |       | PLR         | GDR     |
| 7e              | Perceval Gaillard   |       | RE974 - LFI | LFI-NUPES | Perceval Gaillard   |       | RE974 - LFI | LFI-NFP |

### Résultats à l'échelle du département

#### Résultats par coalition
| Parti et coalition                          | Parti et coalition                                         | Parti et coalition                            | Premier tour | Premier tour | Premier tour | Second tour   | Second tour   | Second tour | Total Sièges  | +/-           |  |
| Parti et coalition                          | Parti et coalition                                         | Parti et coalition                            | Voix         | %            | Sièges       | Voix          | %             | Sièges      | Total Sièges  | +/-           |  |
| ------------------------------------------- | ---------------------------------------------------------- | --------------------------------------------- | ------------ | ------------ | ------------ | ------------- | ------------- | ----------- | ------------- | ------------- |  |
|                                             |                                                            | Pour La Réunion (PLR)                         | 39 962       | 13,37        | 0            | 72 033        | 23,34         | 2           | 2             | en stagnation |  |
|                                             | Rézistan's Égalité 974 - La France insoumise (RÉ974 - LFI) | 26 387                                        | 8,83         | 0            | 49 475       | 16,03         | 2             | 2           | en stagnation |               |  |
|                                             | Le Progrès (P974)                                          | 22 696                                        | 7,59         | 0            | 32 405       | 10,50         | 1             | 1           | en stagnation |               |  |
|                                             | Parti socialiste (PS)                                      | 19 186                                        | 6,42         | 0            | 27 276       | 8,84          | 1             | 1           | en stagnation |               |  |
|                                             | Parti Croire et Oser (PCO)                                 | 9 083                                         | 3,04         | 0            |              |               |               | 0           | en stagnation |               |  |
|                                             | Banian                                                     | 5 757                                         | 1,93         | 0            | 0            | en stagnation |               |             |               |               |  |
| Total Nouveau Front populaire (NFP)         | Total Nouveau Front populaire (NFP)                        | 123 071                                       | 41,18        | 0            | 181 189      | 58,70         | 6             | 6           | en stagnation |               |  |
|                                             | Rassemblement national (RN)                                | Rassemblement national (RN)                   | 81 220       | 27,18        | 0            | 127 468       | 41,30         | 1           | 1             | 1             |  |
|                                             |                                                            | Les Républicains (LR)                         | 18 841       | 6,30         | 0            |               |               |             | 0             | en stagnation |  |
| Total Union de la droite et du centre (UDC) | Total Union de la droite et du centre (UDC)                | 18 841                                        | 6,30         | 0            | 0            | en stagnation |               |             |               |               |  |
|                                             | Réunion libre (REULI)                                      | Réunion libre (REULI)                         | 11 312       | 3,79         | 0            | 0             | 1             |             |               |               |  |
|                                             | Le Peuple aux Commandes du Territoires (PACT)              | Le Peuple aux Commandes du Territoires (PACT) | 11 083       | 3,71         | 0            | 0             | en stagnation |             |               |               |  |
|                                             | Lutte ouvrière (LO)                                        | Lutte ouvrière (LO)                           | 4 984        | 1,67         | 0            | 0             | en stagnation |             |               |               |  |
|                                             | Dissidents Nouveau Front populaire                         | Dissidents Nouveau Front populaire            | 4 247        | 1,42         | 0            | 0             | en stagnation |             |               |               |  |
|                                             | Forces Réunionnaises (FR)                                  | Forces Réunionnaises (FR)                     | 3 754        | 1,26         | 0            | 0             | Nv            |             |               |               |  |
|                                             |                                                            | Renaissance (RE)                              | 3 667        | 1,23         | 0            | 0             | en stagnation |             |               |               |  |
| Total Ensemble pour la République (ENS)     | Total Ensemble pour la République (ENS)                    | 3 667                                         | 1,23         | 0            | 0            | en stagnation |               |             |               |               |  |
|                                             | Reconquête (REC)                                           | Reconquête (REC)                              | 3 544        | 1,19         | 0            | 0             | en stagnation |             |               |               |  |
|                                             | Vivre la Réunion (VLR)                                     | Vivre la Réunion (VLR)                        | 2 651        | 0,89         | 0            | 0             | en stagnation |             |               |               |  |
|                                             | Réveillons-nous ! (RN!)                                    | Réveillons-nous ! (RN!)                       | 2 083        | 0,70         | 0            | 0             | Nv            |             |               |               |  |
|                                             | Debout la France (DLF)                                     | Debout la France (DLF)                        | 1 622        | 0,54         | 0            | 0             | en stagnation |             |               |               |  |
|                                             | Dissidents Les Républicains                                | Dissidents Les Républicains                   | 699          | 0,23         | 0            | 0             | en stagnation |             |               |               |  |
|                                             | Dissidents Rassemblement national                          | Dissidents Rassemblement national             | 413          | 0,14         | 0            | 0             | Nv            |             |               |               |  |
|                                             | Liberté démocratique française (LDF)                       | Liberté démocratique française (LDF)          | 287          | 0,10         | 0            | 0             | Nv            |             |               |               |  |
|                                             | France libre (FL)                                          | France libre (FL)                             | 132          | 0,04         | 0            | 0             | Nv            |             |               |               |  |
|                                             | Sans étiquette (SE)                                        | Sans étiquette (SE)                           | 25 224       | 8,44         | 0            | 0             | en stagnation |             |               |               |  |
|                                             |                                                            |                                               |              |              |              |               |               |             |               |               |  |
| Suffrages exprimés                          | Suffrages exprimés                                         | Suffrages exprimés                            | 298 834      | 94,13        |              | 308 657       | 92,08         |             |               |               |  |
| Votes blancs                                | Votes blancs                                               | Votes blancs                                  | 9 320        | 2,94         | 14 050       | 4,19          |               |             |               |               |  |
| Votes nuls                                  | Votes nuls                                                 | Votes nuls                                    | 9 331        | 2,94         | 12 486       | 3,73          |               |             |               |               |  |
| Total                                       | Total                                                      | Total                                         | 317 485      | 100          | 0            | 335 193       | 100           | 7           | 7             | en stagnation |  |
| Abstentions                                 | Abstentions                                                | Abstentions                                   | 379 660      | 54,46        |              | 362 159       | 51,93         |             |               |               |  |
| Inscrits/Participation                      | Inscrits/Participation                                     | Inscrits/Participation                        | 697 145      | 45,54        | 697 352      | 48,07         |               |             |               |               |  |

#### Résultats par nuance
| Nuance                 | Nuance                 | Nuance                 | Premier tour | Premier tour | Premier tour | Second tour | Second tour   | Second tour | Total Sièges | +/-           |  |
| Nuance                 | Nuance                 | Nuance                 | Voix         | %            | Sièges       | Voix        | %             | Sièges      | Total Sièges | +/-           |  |
| ---------------------- | ---------------------- | ---------------------- | ------------ | ------------ | ------------ | ----------- | ------------- | ----------- | ------------ | ------------- |  |
|                        | Rassemblement national | RN                     | 81 220       | 27,18        | 0            | 127 468     | 41,30         | 1           | 1            | 1             |  |
|                        | Divers gauche          | DVG                    | 78 035       | 26,11        | 0            | 96 223      | 31,17         | 3           | 3            | 3             |  |
|                        | Union de la gauche     | UG                     | 53 105       | 17,77        | 0            | 84 966      | 27,53         | 3           | 3            | 3             |  |
|                        | Divers droite          | DVD                    | 38 659       | 12,94        | 0            |             |               |             | 0            | 1             |  |
|                        | Divers centre          | DVC                    | 15 319       | 5,13         | 0            | 0           | en stagnation |             |              |               |  |
|                        | Divers                 | DIV                    | 8 800        | 2,94         | 0            | 0           | en stagnation |             |              |               |  |
|                        | Les Républicains       | LR                     | 5 670        | 1,90         | 0            | 0           | en stagnation |             |              |               |  |
|                        | Extrême gauche         | EXG                    | 4 984        | 1,67         | 0            | 0           | en stagnation |             |              |               |  |
|                        | Ensemble               | ENS                    | 3 667        | 1,23         | 0            | 0           | en stagnation |             |              |               |  |
|                        | Reconquête             | REC                    | 3 544        | 1,19         | 0            | 0           | en stagnation |             |              |               |  |
|                        | Écologistes            | ECO                    | 2 126        | 0,71         | 0            | 0           | en stagnation |             |              |               |  |
|                        | Extrême droite         | EXD                    | 2 083        | 0,70         | 0            | 0           | Nv            |             |              |               |  |
|                        | Droite souverainiste   | DSV                    | 1 622        | 0,54         | 0            | 0           | en stagnation |             |              |               |  |
|                        | Régionaliste           | REG                    | 0            | 0,00         | 0            | 0           | en stagnation |             |              |               |  |
|                        |                        |                        |              |              |              |             |               |             |              |               |  |
| Suffrages exprimés     | Suffrages exprimés     | Suffrages exprimés     | 298 834      | 94,13        |              | 308 657     | 92,08         |             |              |               |  |
| Votes blancs           | Votes blancs           | Votes blancs           | 9 320        | 2,94         | 14 050       | 4,19        |               |             |              |               |  |
| Votes nuls             | Votes nuls             | Votes nuls             | 9 331        | 2,94         | 12 486       | 3,73        |               |             |              |               |  |
| Total                  | Total                  | Total                  | 317 485      | 100          | 0            | 335 193     | 100           | 7           | 7            | en stagnation |  |
| Abstentions            | Abstentions            | Abstentions            | 379 660      | 54,46        |              | 362 159     | 51,93         |             |              |               |  |
| Inscrits/Participation | Inscrits/Participation | Inscrits/Participation | 697 145      | 45,54        | 697 352      | 48,07       |               |             |              |               |  |

### Résultats par circonscription

#### Première circonscription
Député sortant : Philippe Naillet (Parti socialiste)
| Candidat                 | Candidat                 | Parti et coalition       | Nuance                   | Premier tour | Premier tour | Second tour | Second tour |
| Candidat                 | Candidat                 | Parti et coalition       | Nuance                   | Voix         | %            | Voix        | %           |
| ------------------------ | ------------------------ | ------------------------ | ------------------------ | ------------ | ------------ | ----------- | ----------- |
|                          | Philippe Naillet         | PS (NFP)                 | UG                       | 19 186       | 46,25        | 27 276      | 64,72       |
|                          | Jean-Jacques Morel       | RN                       | RN                       | 11 451       | 27,60        | 14 868      | 35,28       |
|                          | René-Paul Victoria       | LR (UDC)                 | LR                       | 5 670        | 13,67        |             |             |
|                          | Ludovic Sautron          | GÉ diss.                 | ECO                      | 2 126        | 5,13         |             |             |
|                          | Gaëlle Lebon             | REC                      | REC                      | 1 693        | 4,08         |             |             |
|                          | Gino Ponin-Ballom        | LR diss.                 | DVD                      | 699          | 1,69         |             |             |
|                          | Paul Techer              | LO                       | EXG                      | 450          | 1,08         |             |             |
|                          | Nadine Mitra             | SE                       | DIV                      | 148          | 0,36         |             |             |
|                          | Krisna Sawoo             | SE                       | DIV                      | 59           | 0,14         |             |             |
|                          |                          |                          |                          |              |              |             |             |
| Votes valides            | Votes valides            | Votes valides            | Votes valides            | 41 482       | 95,53        | 42 144      | 93,47       |
| Votes blancs             | Votes blancs             | Votes blancs             | Votes blancs             | 1 134        | 2,61         | 1 858       | 4,12        |
| Votes nuls               | Votes nuls               | Votes nuls               | Votes nuls               | 809          | 1,86         | 1 087       | 2,41        |
| Total                    | Total                    | Total                    | Total                    | 43 425       | 100          | 45 089      | 100         |
| Abstention               | Abstention               | Abstention               | Abstention               | 45 122       | 50,96        | 43 482      | 49,09       |
| Inscrits / participation | Inscrits / participation | Inscrits / participation | Inscrits / participation | 88 547       | 49,04        | 88 571      | 50,91       |

#### Deuxième circonscription
Députée sortante : Karine Lebon (Pour La Réunion)
| Candidat                 | Candidat                 | Parti et coalition       | Nuance                   | Premier tour | Premier tour | Second tour | Second tour |
| Candidat                 | Candidat                 | Parti et coalition       | Nuance                   | Voix         | %            | Voix        | %           |
| ------------------------ | ------------------------ | ------------------------ | ------------------------ | ------------ | ------------ | ----------- | ----------- |
|                          | Karine Lebon             | PLR (NFP)                | UG                       | 19 068       | 47,72        | 28 500      | 67,46       |
|                          | Christelle Bègue         | RN                       | RN                       | 8 513        | 21,31        | 13 749      | 32,54       |
|                          | Érick Fontaine           | SE                       | DIV                      | 6 406        | 16,03        |             |             |
|                          | Jean-Yves Morel          | SE                       | DVD                      | 3 415        | 8,55         |             |             |
|                          | Claude Moutouallaguin    | REC                      | REC                      | 750          | 1,88         |             |             |
|                          | Alix Méra                | DLF                      | DSV                      | 699          | 1,75         |             |             |
|                          | Nelly Actif              | LO                       | EXG                      | 617          | 1,54         |             |             |
|                          | Fabienne Faldon          | SE                       | DIV                      | 489          | 1,22         |             |             |
|                          |                          |                          |                          |              |              |             |             |
| Votes valides            | Votes valides            | Votes valides            | Votes valides            | 39 957       | 93,22        | 42 249      | 91,98       |
| Votes blancs             | Votes blancs             | Votes blancs             | Votes blancs             | 1 504        | 3,51         | 2 019       | 4,40        |
| Votes nuls               | Votes nuls               | Votes nuls               | Votes nuls               | 1 401        | 3,27         | 1 664       | 3,62        |
| Total                    | Total                    | Total                    | Total                    | 42 862       | 100          | 45 932      | 100         |
| Abstention               | Abstention               | Abstention               | Abstention               | 58 881       | 57,87        | 55 812      | 54,86       |
| Inscrits / participation | Inscrits / participation | Inscrits / participation | Inscrits / participation | 101 743      | 42,13        | 101 744     | 45,14       |

#### Troisième circonscription
Députée sortante : Nathalie Bassire (Réunion libre)
| Candidat                 | Candidat                 | Parti et coalition       | Nuance                   | Premier tour | Premier tour | Second tour | Second tour |
| Candidat                 | Candidat                 | Parti et coalition       | Nuance                   | Voix         | %            | Voix        | %           |
| ------------------------ | ------------------------ | ------------------------ | ------------------------ | ------------ | ------------ | ----------- | ----------- |
|                          | Joseph Rivière           | RN                       | RN                       | 13 360       | 31,56        | 22 831      | 51,43       |
|                          | Alexis Chaussalet        | PLR - LFI (NFP)          | DVG                      | 10 076       | 23,80        | 21 559      | 48,57       |
|                          | Nathalie Bassire         | REULI                    | DVD                      | 9 718        | 22,96        |             |             |
|                          | Monique Bénard           | SE                       | DVD                      | 4 207        | 9,94         |             |             |
|                          | Jean-Jacques Vlody       | PS diss.                 | DVG                      | 2 121        | 5,01         |             |             |
|                          | Didier Hoareau           | RN!                      | EXD                      | 2 083        | 4,92         |             |             |
|                          | Nicolas Legentil         | LO                       | EXG                      | 540          | 1,28         |             |             |
|                          | Jean-Eric Theiné         | DLF                      | DSV                      | 229          | 0,54         |             |             |
|                          | Antoine Fontaine         | SE                       | REG                      | 0            | 0,00         |             |             |
|                          |                          |                          |                          |              |              |             |             |
| Votes valides            | Votes valides            | Votes valides            | Votes valides            | 42 334       | 93,34        | 44 390      | 90,93       |
| Votes blancs             | Votes blancs             | Votes blancs             | Votes blancs             | 1 490        | 3,29         | 2 385       | 4,89        |
| Votes nuls               | Votes nuls               | Votes nuls               | Votes nuls               | 1 529        | 3,37         | 2 044       | 4,19        |
| Total                    | Total                    | Total                    | Total                    | 45 353       | 100          | 48 819      | 100         |
| Abstention               | Abstention               | Abstention               | Abstention               | 53 482       | 54,11        | 50 052      | 50,62       |
| Inscrits / participation | Inscrits / participation | Inscrits / participation | Inscrits / participation | 98 835       | 45,89        | 98 871      | 49,38       |

#### Quatrième circonscription
Députée sortante : Émeline K/Bidi (Progrès 974)
| Candidat                 | Candidat                 | Parti et coalition       | Nuance                   | Premier tour | Premier tour | Second tour | Second tour |
| Candidat                 | Candidat                 | Parti et coalition       | Nuance                   | Voix         | %            | Voix        | %           |
| ------------------------ | ------------------------ | ------------------------ | ------------------------ | ------------ | ------------ | ----------- | ----------- |
|                          | Émeline K/Bidi           | P974 (NFP)               | DVG                      | 22 696       | 42,28        | 32 405      | 60,59       |
|                          | Jonathan Rivière         | RN                       | RN                       | 14 797       | 27,57        | 21 075      | 39,41       |
|                          | David Lorion             | app. LR (UDC)            | DVD                      | 13 171       | 24,54        |             |             |
|                          | Imrhane Moullan,         | REULI                    | DVD                      | 1 594        | 2,97         |             |             |
|                          | Serge Latchoumanin       | LO                       | EXG                      | 1 189        | 2,21         |             |             |
|                          | Martine Dijoux           | DLF                      | DSV                      | 233          | 0,43         |             |             |
|                          |                          |                          |                          |              |              |             |             |
| Votes valides            | Votes valides            | Votes valides            | Votes valides            | 53 680       | 94,22        | 53 480      | 92,01       |
| Votes blancs             | Votes blancs             | Votes blancs             | Votes blancs             | 1 577        | 2,77         | 2 359       | 4,06        |
| Votes nuls               | Votes nuls               | Votes nuls               | Votes nuls               | 1 718        | 3,02         | 2 286       | 3,93        |
| Total                    | Total                    | Total                    | Total                    | 56 975       | 100          | 58 125      | 100         |
| Abstention               | Abstention               | Abstention               | Abstention               | 54 508       | 48,89        | 53 375      | 47,87       |
| Inscrits / participation | Inscrits / participation | Inscrits / participation | Inscrits / participation | 111 483      | 51,11        | 111 500     | 52,13       |

#### Cinquième circonscription
Député sortant : Jean-Hugues Ratenon (Rézistan's Égalité 974 - La France insoumise)
| Candidat                 | Candidat                    | Parti et coalition       | Nuance                   | Premier tour | Premier tour | Second tour | Second tour |
| Candidat                 | Candidat                    | Parti et coalition       | Nuance                   | Voix         | %            | Voix        | %           |
| ------------------------ | --------------------------- | ------------------------ | ------------------------ | ------------ | ------------ | ----------- | ----------- |
|                          | Jean-Hugues Ratenon         | RÉ974 - LFI (NFP)        | DVG                      | 11 536       | 33,18        | 20 285      | 53,75       |
|                          | Joan Doro                   | RN                       | RN                       | 10 456       | 30,07        | 17 456      | 46,25       |
|                          | Anne Chane-Kaye-Bone,       | Banian (NFP)             | DVG                      | 5 757        | 16,56        |             |             |
|                          | Léopoldine Settama-Vidon    | SE                       | DVC                      | 3 655        | 10,51        |             |             |
|                          | Jean-Yves Payet             | LO                       | EXG                      | 989          | 2,84         |             |             |
|                          | Jérémy Laup                 | SE                       | DIV                      | 800          | 2,30         |             |             |
|                          | Alexandrine Duchemane Araye | SE                       | DVG                      | 443          | 1,27         |             |             |
|                          | Jean-Dominique Ramassamy    | RN diss.                 | DVD                      | 413          | 1,19         |             |             |
|                          | Dominique Sautron           | REC                      | REC                      | 300          | 0,86         |             |             |
|                          | Lydia Picard                | LDF                      | DIV                      | 287          | 0,83         |             |             |
|                          | Jean-Paul Limbé,            | FL                       | DIV                      | 132          | 0,38         |             |             |
|                          |                             |                          |                          |              |              |             |             |
| Votes valides            | Votes valides               | Votes valides            | Votes valides            | 34 768       | 94,25        | 37 741      | 93,02       |
| Votes blancs             | Votes blancs                | Votes blancs             | Votes blancs             | 955          | 2,59         | 1 252       | 3,09        |
| Votes nuls               | Votes nuls                  | Votes nuls               | Votes nuls               | 1 168        | 3,17         | 1 582       | 3,90        |
| Total                    | Total                       | Total                    | Total                    | 36 891       | 100          | 40 575      | 100         |
| Abstention               | Abstention                  | Abstention               | Abstention               | 53 745       | 59,30        | 50 099      | 55,25       |
| Inscrits / participation | Inscrits / participation    | Inscrits / participation | Inscrits / participation | 90 636       | 40,70        | 90 674      | 44,75       |

#### Sixième circonscription
Député sortant : Frédéric Maillot (Pour La Réunion)
| Candidat                 | Candidat                  | Parti et coalition       | Nuance                   | Premier tour | Premier tour | Second tour | Second tour |
| Candidat                 | Candidat                  | Parti et coalition       | Nuance                   | Voix         | %            | Voix        | %           |
| ------------------------ | ------------------------- | ------------------------ | ------------------------ | ------------ | ------------ | ----------- | ----------- |
|                          | Frédéric Maillot          | PLR (NFP)                | DVG                      | 10 818       | 29,76        | 21 974      | 58,23       |
|                          | Valérie Legros            | RN                       | RN                       | 9 790        | 26,93        | 15 764      | 41,77       |
|                          | Alexandre Laï-Kane-Chéong | PCO (NFP)                | DVG                      | 9 083        | 24,99        |             |             |
|                          | Nadia Ramassamy           | RE (ENS)                 | ENS                      | 3 667        | 10,09        |             |             |
|                          | Mario Lechat              | SE                       | DVD                      | 1 688        | 4,64         |             |             |
|                          | Johny Adekalom            | SE                       | DVC                      | 581          | 1,60         |             |             |
|                          | Didier Lombard            | LO                       | EXG                      | 475          | 1,31         |             |             |
|                          | Marie-Christine Pounia    | REC                      | REC                      | 250          | 0,69         |             |             |
|                          |                           |                          |                          |              |              |             |             |
| Votes valides            | Votes valides             | Votes valides            | Votes valides            | 36 352       | 95,36        | 37 738      | 93,75       |
| Votes blancs             | Votes blancs              | Votes blancs             | Votes blancs             | 854          | 2,24         | 1 319       | 3,28        |
| Votes nuls               | Votes nuls                | Votes nuls               | Votes nuls               | 914          | 2,40         | 1 198       | 2,98        |
| Total                    | Total                     | Total                    | Total                    | 38 120       | 100          | 40 255      | 100         |
| Abstention               | Abstention                | Abstention               | Abstention               | 46 635       | 55,02        | 44 536      | 52,52       |
| Inscrits / participation | Inscrits / participation  | Inscrits / participation | Inscrits / participation | 84 755       | 44,98        | 84 791      | 47,48       |

#### Septième circonscription
Député sortant : Perceval Gaillard (Rézistan's Égalité 974 - La France insoumise)
| Candidat                 | Candidat                 | Parti et coalition       | Nuance                   | Premier tour | Premier tour | Second tour | Second tour |
| Candidat                 | Candidat                 | Parti et coalition       | Nuance                   | Voix         | %            | Voix        | %           |
| ------------------------ | ------------------------ | ------------------------ | ------------------------ | ------------ | ------------ | ----------- | ----------- |
|                          | Perceval Gaillard        | RÉ974 - LFI (NFP)        | UG                       | 14 851       | 29,55        | 29 190      | 57,33       |
|                          | Jean-Luc Poudroux        | RN                       | RN                       | 12 853       | 25,57        | 21 725      | 42,67       |
|                          | Thierry Robert           | PACT                     | DVC                      | 11 083       | 22,05        |             |             |
|                          | Cyrille Hamilcaro        | FR                       | DVD                      | 3 754        | 7,47         |             |             |
|                          | Karim Juhoor             | SE                       | DVG                      | 2 854        | 5,68         |             |             |
|                          | Isaline Tronc            | VLR                      | DVG                      | 2 651        | 5,27         |             |             |
|                          | Jean-Luc Payet           | LO                       | EXG                      | 724          | 1,44         |             |             |
|                          | Nathalie de Boisvilliers | REC                      | REC                      | 551          | 1,10         |             |             |
|                          | Catherine Richelain      | SE                       | DIV                      | 479          | 0,95         |             |             |
|                          | Sandrine Moukine         | DLF                      | DSV                      | 461          | 0,92         |             |             |
|                          |                          |                          |                          |              |              |             |             |
| Votes valides            | Votes valides            | Votes valides            | Votes valides            | 50 261       | 93,32        | 50 915      | 90,28       |
| Votes blancs             | Votes blancs             | Votes blancs             | Votes blancs             | 1 806        | 3,35         | 2 858       | 5,07        |
| Votes nuls               | Votes nuls               | Votes nuls               | Votes nuls               | 1 792        | 3,33         | 2 625       | 4,65        |
| Total                    | Total                    | Total                    | Total                    | 53 859       | 100          | 56 398      | 100         |
| Abstention               | Abstention               | Abstention               | Abstention               | 67 287       | 55,54        | 64 803      | 53,47       |
| Inscrits / participation | Inscrits / participation | Inscrits / participation | Inscrits / participation | 121 146      | 44,46        | 121 201     | 46,53       |